# Tatarsk
Tatarsk (Татарск, en alfabet ciríl·lic) és una ciutat asiàtica de l'óblast de Novossibirsk, al districte federal de Sibèria, dins de la Federació Russa.
Tatarsk abasta una superfície d'uns 80 km² i acull una població d'uns 26.000 habitants. Està situada a uns 450 km a l'oest de la ciutat de Novossibirsk, capital de la província i de Sibèria i tercera ciutat més poblada de Rússia.
La zona fou colonitzada a finals del segle xvii per persones de l'ètnia tàrtara, en honor de les quals rebria el poble el seu nom. Aquest va començar a prendre importància quan, el 1894, es construí el ferrocarril Transsiberià i se n'hi instal·là una estació. Això va afavorir l'arribada continuada d'immigrants i el creixement de l'assentament. El 27 de gener de 1911 va obtenir del tsar la categoria de ciutat.